# Ге, Клод
Клод Ге (фр. Claude Gay, 18 марта 1800, Драгиньян — 29 ноября 1873, Флейоск, департамент Вар) — французский ботаник, миколог и иллюстратор.

## Биография
В 1844-1871 годах Клод Ге писал свою основную научную работу Historia física y política de Chile. Он внёс значительный вклад в ботанику, описав множество видов растений.
Клод Ге умер 29 ноября 1873 года.

## Научная деятельность
Клод Ге специализировался на папоротниковидных, Мохообразных, водорослях, семенных растениях и на микологии.

## Научные работы
- Noticias sobre las islas de Juan Fernández. Valparaíso, 1840.
- Fragment d'un voyage dans le Chili et au Cusco, patrie des anciens incas. Paris, 1843[5].
- Historia física y política de Chile. Paris, 1844—1871[2].
- Origine de la Pomme de terre. Paris, 1851.
- Atlas de la historia física y política de Chile. Paris 1854.
- Triple variation de l'aiguille d'amiante dans les parties Ouest de l'Amérique. Paris, 1854.
- Carte générale du Chili. Paris, 1855.
- Considerations sur les Mines du Pérou, comparées aux mines du Chili. Paris, 1855.
- Notes sur le Brasil, Buenos Ayres, et Rio de Janeiro. Paris, 1856.
- Rapport a l'académie des sciences sur les mines des États-Unis. Paris, 1861.